# Amstel Gold Race 2024
Amstel Gold Race 2024 var den 58. udgave af den hollandske ardennerklassiker Amstel Gold Race. Det 253,6 km lange linjeløb blev kørt den 14. april 2024 med start i Maastricht og mål i Berg en Terblijt. Løbet var det 17. arrangement på UCI World Tour 2024.
Løbet blev vundet af britiske Tom Pidcock fra Ineos Grenadiers.

## Resultat
| \| Samlede stilling \| Samlede stilling \| Samlede stilling \| Samlede stilling \| Samlede stilling \| \| Rytter \| Rytter \| Hold \| Tid \| \| \| ---------------- \| ----------------- \| -------------------------- \| ---------------- \| ---------------- \| \| 1. \| Tom Pidcock \| Ineos Grenadiers \| 5t 58' 17" \| \| \| 2. \| Marc Hirschi \| UAE Team Emirates \| + 0" \| \| \| 3. \| Tiesj Benoot \| Team Visma \\| Lease a Bike \| + 0" \| \| \| 4. \| Mauri Vansevenant \| Soudal Quick-Step \| + 0" \| \| \| 5. \| Paul Lapeira \| Decathlon-AG2R La Mondiale \| + 0" \| \| \| 6. \| Valentin Madouas \| Groupama-FDJ \| + 0" \| \| \| 7. \| Bauke Mollema \| Lidl-Trek \| + 0" \| \| \| 8. \| Quentin Pacher \| Groupama-FDJ \| + 0" \| \| \| 9. \| Pello Bilbao \| Bahrain Victorious \| + 0" \| \| \| 10. \| Michael Matthews \| Team Jayco AlUla \| + 11" \| \| |                   |                            |            |
| |                   |                            |            |
| Kilde: ProCyclingStats |                   |                            |            |
| Samlede stilling |                   |                            |            |
| Rytter | Rytter            | Hold                       | Tid        |
| 1. | Tom Pidcock       | Ineos Grenadiers           | 5t 58' 17" |
| 2. | Marc Hirschi      | UAE Team Emirates          | + 0"       |
| 3. | Tiesj Benoot      | Team Visma \| Lease a Bike | + 0"       |
| 4. | Mauri Vansevenant | Soudal Quick-Step          | + 0"       |
| 5. | Paul Lapeira      | Decathlon-AG2R La Mondiale | + 0"       |
| 6. | Valentin Madouas  | Groupama-FDJ               | + 0"       |
| 7. | Bauke Mollema     | Lidl-Trek                  | + 0"       |
| 8. | Quentin Pacher    | Groupama-FDJ               | + 0"       |
| 9. | Pello Bilbao      | Bahrain Victorious         | + 0"       |
| 10. | Michael Matthews  | Team Jayco AlUla           | + 11"      |

## Hold og ryttere
| UCI WorldTeams (18)- Decathlon-AG2R La Mondiale - Alpecin-Deceuninck - Arkéa-B&B Hotels - Astana Qazaqstan Team - Bahrain Victorious - Bora-Hansgrohe - Cofidis - EF Education-EasyPost - Groupama-FDJ - Ineos Grenadiers - Intermarché-Wanty - Team Visma \| Lease a Bike - Lidl-Trek - Movistar Team - Soudal Quick-Step - Team dsm-firmenich PostNL - Team Jayco AlUla - UAE Team Emirates UCI ProTeams (7)- Israel-Premier Tech - Lotto Dstny - Q36.5 Pro Cycling Team - Team Flanders-Baloise - Tudor Pro Cycling Team - Uno-X Mobility - TDT-Unibet |
| |

### Danske ryttere
| Danske ryttere på startlisten |                          |                       |           |
| Rygnummer                     | Rytter                   | Hold                  | Placering |
| 14                            | Mikkel Honoré            | EF Education-EasyPost | 28        |
| 34                            | Søren Kragh Andersen     | Alpecin-Deceuninck    | 112       |
| 77                            | Frederik Wandahl         | Bora-Hansgrohe        | 73        |
| 82                            | Anthon Charmig           | Astana Qazaqstan Team | 48        |
| 93                            | Anders Foldager          | Team Jayco AlUla      | DNF       |
| 116                           | Mattias Skjelmose        | Lidl-Trek             | 17        |
| 212                           | Jakob Fuglsang           | Israel-Premier Tech   | 76        |
| 225                           | Andreas Kron             | Lotto Dstny           | 40        |
| 227                           | Jonas Gregaard           | Lotto Dstny           | 78        |
| 231                           | Sebastian Kolze Changizi | Tudor Pro Cycling     | DNF       |
| 236                           | Alexander Kamp           | Tudor Pro Cycling     | 27        |

* DNF = gennemførte ikke

### Startliste
| UAE Team Emirates UAD | UAE Team Emirates UAD         | UAE Team Emirates UAD |
| --------------------- | ----------------------------- | --------------------- |
| Nr.                   | Rytter                        | Placering             |
| 1                     | Juan Ayuso (ESP)              | 21.                   |
| 2                     | Jan Christen (SUI)            | 30.                   |
| 3                     | Sjoerd Bax (NED)              | 79.                   |
| 4                     | Finn Fisher-Black (NZL)       | 111.                  |
| 5                     | João Almeida (POR)            | 38.                   |
| 6                     | Marc Hirschi (SUI) (landevej) | 2.                    |
| 7                     | Brandon McNulty (USA)         | 52.                   |

| EF Education-EasyPost EFE | EF Education-EasyPost EFE        | EF Education-EasyPost EFE |
| ------------------------- | -------------------------------- | ------------------------- |
| Nr.                       | Rytter                           | Placering                 |
| 11                        | Ben Healy (IRL) (landevej)       | 45.                       |
| 12                        | Richard Carapaz (ECU) (landevej) | 51.                       |
| 13                        | Owain Doull (GBR)                | 122.                      |
| 14                        | Mikkel Honoré (DEN)              | 28.                       |
| 15                        | Lukas Nerurkar (GBR)             | 114.                      |
| 16                        | James Shaw (GBR)                 | 72.                       |
| 17                        | Marijn van den Berg (NED)        | 11.                       |

| Ineos Grenadiers IGD | Ineos Grenadiers IGD     | Ineos Grenadiers IGD |
| -------------------- | ------------------------ | -------------------- |
| Nr.                  | Rytter                   | Placering            |
| 21                   | Tom Pidcock (GBR)        | 1.                   |
| 22                   | Michał Kwiatkowski (POL) | 35.                  |
| 23                   | Omar Fraile (ESP)        | DNF                  |
| 24                   | Brandon Rivera (COL)     | 83.                  |
| 25                   | Connor Swift (GBR)       | DNF                  |
| 26                   | Ben Turner (GBR)         | 115.                 |
| 27                   | Cameron Wurf (AUS)       | DNF                  |

| Alpecin-Deceuninck ADC | Alpecin-Deceuninck ADC                | Alpecin-Deceuninck ADC |
| ---------------------- | ------------------------------------- | ---------------------- |
| Nr.                    | Rytter                                | Placering              |
| 31                     | Mathieu van der Poel (NED) (landevej) | 22.                    |
| 32                     | Gianni Vermeersch (BEL)               | DNF                    |
| 33                     | Quinten Hermans (BEL)                 | 80.                    |
| 34                     | Søren Kragh Andersen (DEN)            | 112.                   |
| 35                     | Axel Laurance (FRA)                   | 90.                    |
| 36                     | Xandro Meurisse (BEL)                 | 93.                    |
| 37                     | Oscar Riesebeek (NED)                 | DNF                    |

| Team Visma \| Lease a Bike TVL | Team Visma \| Lease a Bike TVL | Team Visma \| Lease a Bike TVL |
| ------------------------------ | ------------------------------ | ------------------------------ |
| Nr.                            | Rytter                         | Placering                      |
| 41                             | Tiesj Benoot (BEL)             | 3.                             |
| 42                             | Per Strand Hagenes (NOR)       | 107.                           |
| 43                             | Matteo Jorgenson (USA)         | 37.                            |
| 44                             | Milan Vader (NED)              | 109.                           |
| 45                             | Johannes Staune-Mittet (NOR)   | DNF                            |
| 46                             | Julien Vermote (BEL)           | 86.                            |
| 47                             | Tosh Van der Sande (BEL)       | DNF                            |

| Soudal Quick-Step SOQ | Soudal Quick-Step SOQ       | Soudal Quick-Step SOQ |
| --------------------- | --------------------------- | --------------------- |
| Nr.                   | Rytter                      | Placering             |
| 51                    | Antoine Huby (FRA)          | 102.                  |
| 52                    | Mauri Vansevenant (BEL)     | 4.                    |
| 53                    | Gil Gelders (BEL)           | 65.                   |
| 54                    | William Junior Lecerf (BEL) | 56.                   |
| 55                    | Pepijn Reinderink (NED)     | 68.                   |
| 56                    | Jordi Warlop (BEL)          | DNF                   |
| 57                    | Louis Vervaeke (BEL)        | 67.                   |

| Team dsm-firmenich PostNL DFP | Team dsm-firmenich PostNL DFP | Team dsm-firmenich PostNL DFP |
| ----------------------------- | ----------------------------- | ----------------------------- |
| Nr.                           | Rytter                        | Placering                     |
| 61                            | Warren Barguil (FRA)          | DNF                           |
| 62                            | Enzo Leijnse (NED)            | 120.                          |
| 63                            | Tim Naberman (NED)            | DNF                           |
| 64                            | Oscar Onley (GBR)             | DNF                           |
| 65                            | Martijn Tusveld (NED)         | 118.                          |
| 66                            | Frank van den Broek (NED)     | 61.                           |
| 67                            | Kevin Vermaerke (USA)         | 24.                           |

| Bora-Hansgrohe BOH | Bora-Hansgrohe BOH          | Bora-Hansgrohe BOH |
| ------------------ | --------------------------- | ------------------ |
| Nr.                | Rytter                      | Placering          |
| 71                 | Maximilian Schachmann (GER) | 106.               |
| 72                 | Roger Adrià (ESP)           | 14.                |
| 73                 | Giovanni Aleotti (ITA)      | 74.                |
| 74                 | Alexander Hajek (AUT)       | DNF                |
| 75                 | Bob Jungels (LUX)           | 33.                |
| 76                 | Matteo Sobrero (ITA)        | DNF                |
| 77                 | Frederik Wandahl (DEN)      | 73.                |

| Astana Qazaqstan Team AST | Astana Qazaqstan Team AST       | Astana Qazaqstan Team AST |
| ------------------------- | ------------------------------- | ------------------------- |
| Nr.                       | Rytter                          | Placering                 |
| 81                        | Samuele Battistella (ITA)       | 53.                       |
| 82                        | Anthon Charmig (DEN)            | 48.                       |
| 83                        | Igor Tjzhan (KAZ)               | DNF                       |
| 84                        | Jevgenij Fedorov (KAZ)          | DNF                       |
| 85                        | Max Kanter (GER)                | 104.                      |
| 86                        | Cristian Scaroni (ITA)          | 32.                       |
| 87                        | Simone Velasco (ITA) (landevej) | 18.                       |

| Team Jayco AlUla JAY | Team Jayco AlUla JAY   | Team Jayco AlUla JAY |
| -------------------- | ---------------------- | -------------------- |
| Nr.                  | Rytter                 | Placering            |
| 91                   | Michael Matthews (AUS) | 10.                  |
| 92                   | Lawson Craddock (USA)  | 81.                  |
| 93                   | Anders Foldager (DEN)  | DNF                  |
| 94                   | Luke Durbridge (AUS)   | 123.                 |
| 95                   | Felix Engelhardt (GER) | DNF                  |
| 96                   | Jan Maas (NED)         | DNF                  |
| 97                   | Mauro Schmid (SUI)     | 82.                  |

| Intermarché-Wanty IWA | Intermarché-Wanty IWA   | Intermarché-Wanty IWA |
| --------------------- | ----------------------- | --------------------- |
| Nr.                   | Rytter                  | Placering             |
| 101                   | Lorenzo Rota (ITA)      | 19.                   |
| 102                   | Vito Braet (BEL)        | 13.                   |
| 103                   | Francesco Busatto (ITA) | 57.                   |
| 104                   | Dries De Pooter (BEL)   | 89.                   |
| 105                   | Tom Paquot (BEL)        | DNF                   |
| 106                   | Alexy Faure Prost (FRA) | DNF                   |
| 107                   | Georg Zimmermann (GER)  | 42.                   |

| Lidl-Trek LTK | Lidl-Trek LTK                      | Lidl-Trek LTK |
| ------------- | ---------------------------------- | ------------- |
| Nr.           | Rytter                             | Placering     |
| 111           | Andrea Bagioli (ITA)               | 75.           |
| 112           | Julien Bernard (FRA)               | DNF           |
| 113           | Bauke Mollema (NED)                | 7.            |
| 114           | Fabio Felline (ITA)                | DNF           |
| 115           | Sam Oomen (NED)                    | 47.           |
| 116           | Mattias Skjelmose (DEN) (landevej) | 17.           |
| 117           | Toms Skujiņš (LAT)                 | 39.           |

| Decathlon-AG2R La Mondiale DAT | Decathlon-AG2R La Mondiale DAT | Decathlon-AG2R La Mondiale DAT |
| ------------------------------ | ------------------------------ | ------------------------------ |
| Nr.                            | Rytter                         | Placering                      |
| 121                            | Benoît Cosnefroy (FRA)         | 16.                            |
| 122                            | Pierre Gautherat (FRA)         | 98.                            |
| 123                            | Dorian Godon (FRA)             | 36.                            |
| 124                            | Paul Lapeira (FRA)             | 5.                             |
| 125                            | Oliver Naesen (BEL)            | 108.                           |
| 126                            | Valentin Retailleau (FRA)      | 119.                           |
| 127                            | Damien Touzé (FRA)             | 92.                            |

| Arkéa-B&B Hotels ARK | Arkéa-B&B Hotels ARK    | Arkéa-B&B Hotels ARK |
| -------------------- | ----------------------- | -------------------- |
| Nr.                  | Rytter                  | Placering            |
| 131                  | Vincenzo Albanese (ITA) | 110.                 |
| 132                  | Anthony Delaplace (FRA) | 69.                  |
| 133                  | Simon Guglielmi (FRA)   | 125.                 |
| 134                  | Laurens Huys (BEL)      | 71.                  |
| 135                  | Mathis Le Berre (FRA)   | 66.                  |
| 136                  | Kévin Vauquelin (FRA)   | 41.                  |
| 137                  | Matis Louvel (FRA)      | DNF                  |

| Groupama-FDJ GFC | Groupama-FDJ GFC                  | Groupama-FDJ GFC |
| ---------------- | --------------------------------- | ---------------- |
| Nr.              | Rytter                            | Placering        |
| 141              | Valentin Madouas (FRA) (landevej) | 6.               |
| 142              | Lorenzo Germani (ITA)             | 99.              |
| 143              | Romain Grégoire (FRA)             | 12.              |
| 144              | Stefan Küng (SUI)                 | 29.              |
| 145              | Quentin Pacher (FRA)              | 8.               |
| 146              | Rémy Rochas (FRA)                 | 103.             |
| 147              | Clément Russo (FRA)               | DNF              |

| Bahrain Victorious TBV | Bahrain Victorious TBV       | Bahrain Victorious TBV |
| ---------------------- | ---------------------------- | ---------------------- |
| Nr.                    | Rytter                       | Placering              |
| 151                    | Pello Bilbao (ESP)           | 9.                     |
| 152                    | Nicolò Buratti (ITA)         | 59.                    |
| 153                    | Matevž Govekar (SLO)         | DNF                    |
| 154                    | Yukiya Arashiro (JPN)        | 95.                    |
| 155                    | Fran Miholjević (CRO)        | DNF                    |
| 156                    | Łukasz Wiśniowski (POL)      | DNF                    |
| 157                    | Fred Wright (GBR) (landevej) | 44.                    |

| Cofidis COF | Cofidis COF            | Cofidis COF |
| ----------- | ---------------------- | ----------- |
| Nr.         | Rytter                 | Placering   |
| 161         | Axel Mariault (FRA)    | DNF         |
| 162         | Ben Hermans (BEL)      | DNF         |
| 163         | Gorka Izagirre (ESP)   | DNF         |
| 164         | Jon Izagirre (ESP)     | DNF         |
| 165         | Christophe Noppe (BEL) | DNF         |
| 166         | Alexis Renard (FRA)    | DNF         |
| 167         | Ludovic Robeet (BEL)   | DNF         |

| Movistar Team MOV | Movistar Team MOV         | Movistar Team MOV |
| ----------------- | ------------------------- | ----------------- |
| Nr.               | Rytter                    | Placering         |
| 171               | Alex Aranburu (ESP)       | 113.              |
| 172               | Jorge Arcas (ESP)         | 121.              |
| 173               | Jon Barrenetxea (ESP)     | DNF               |
| 174               | Carlos Canal (ESP)        | 105.              |
| 175               | Davide Formolo (ITA)      | 46.               |
| 176               | Iván García Cortina (ESP) | 84.               |
| 177               | Johan Jacobs (SUI)        | DNF               |

| TDT-Unibet TDT | TDT-Unibet TDT           | TDT-Unibet TDT |
| -------------- | ------------------------ | -------------- |
| Nr.            | Rytter                   | Placering      |
| 181            | Hartthijs de Vries (NED) | 88.            |
| 182            | Owen Geleijn (NED)       | 101.           |
| 183            | Jelle Johannink (NED)    | 55.            |
| 184            | Tomáš Kopecký (CZE)      | 116.           |
| 185            | Zeb Kyffin (GBR)         | 117.           |
| 186            | Lander Loockx (BEL)      | DNF            |
| 187            | Adam Ťoupalík (CZE)      | 64.            |

| Uno-X Mobility UXM | Uno-X Mobility UXM               | Uno-X Mobility UXM |
| ------------------ | -------------------------------- | ------------------ |
| Nr.                | Rytter                           | Placering          |
| 191                | Martin Bugge Urianstad (NOR)     | 91.                |
| 192                | Odd Christian Eiking (NOR)       | 25.                |
| 193                | Markus Hoelgaard (NOR)           | 34.                |
| 194                | Anders Halland Johannessen (NOR) | DNF                |
| 195                | Tobias Halland Johannessen (NOR) | 70.                |
| 196                | Andreas Leknessund (NOR)         | 26.                |
| 197                | Anders Skaarseth (NOR)           | 97.                |

| Team Flanders-Baloise TFB | Team Flanders-Baloise TFB | Team Flanders-Baloise TFB |
| ------------------------- | ------------------------- | ------------------------- |
| Nr.                       | Rytter                    | Placering                 |
| 201                       | Kamiel Bonneu (BEL)       | 31.                       |
| 202                       | Toon Clynhens (BEL)       | DNF                       |
| 203                       | Lars Craps (BEL)          | DNF                       |
| 204                       | Ward Vanhoof (BEL)        | DNF                       |
| 205                       | Elias Maris (BEL)         | 87.                       |
| 206                       | Vincent Van Hemelen (BEL) | DNF                       |
| 207                       | Dylan Vandenstorme (BEL)  | DNF                       |

| Israel-Premier Tech IPT | Israel-Premier Tech IPT | Israel-Premier Tech IPT |
| ----------------------- | ----------------------- | ----------------------- |
| Nr.                     | Rytter                  | Placering               |
| 211                     | Simon Clarke (AUS)      | 54.                     |
| 212                     | Jakob Fuglsang (DEN)    | 76.                     |
| 213                     | Krists Neilands (LAT)   | 100.                    |
| 214                     | Corbin Strong (NZL)     | 96.                     |
| 215                     | Dylan Teuns (BEL)       | 15.                     |
| 216                     | Stephen Williams (GBR)  | 43.                     |
| 217                     | Jake Stewart (GBR)      | DNF                     |

| Lotto Dstny LTD | Lotto Dstny LTD          | Lotto Dstny LTD |
| --------------- | ------------------------ | --------------- |
| Nr.             | Rytter                   | Placering       |
| 221             | Maxim Van Gils (BEL)     | 20.             |
| 222             | Jenno Berckmoes (BEL)    | 60.             |
| 223             | Jarrad Drizners (AUS)    | DNF             |
| 224             | Pascal Eenkhoorn (NED)   | 58.             |
| 225             | Andreas Kron (DEN)       | 40.             |
| 226             | Mathijs Paasschens (NED) | DNF             |
| 227             | Jonas Gregaard (DEN)     | 78.             |

| Tudor Pro Cycling Team TUD | Tudor Pro Cycling Team TUD      | Tudor Pro Cycling Team TUD |
| -------------------------- | ------------------------------- | -------------------------- |
| Nr.                        | Rytter                          | Placering                  |
| 231                        | Sebastian Kolze Changizi (DEN)  | DNF                        |
| 232                        | Aloïs Charrin (FRA)             | DNF                        |
| 233                        | Jacob Eriksson (SWE)            | 94.                        |
| 234                        | Lucas Eriksson (SWE) (landevej) | 50.                        |
| 235                        | Miká Heming (GER)               | DNF                        |
| 236                        | Alexander Kamp (DEN)            | 27.                        |
| 237                        | Arthur Kluckers (LUX)           | DNF                        |

| Q36.5 Pro Cycling Team Q36 | Q36.5 Pro Cycling Team Q36 | Q36.5 Pro Cycling Team Q36 |
| -------------------------- | -------------------------- | -------------------------- |
| Nr.                        | Rytter                     | Placering                  |
| 241                        | Gianluca Brambilla (ITA)   | 23.                        |
| 242                        | Walter Calzoni (ITA)       | 85.                        |
| 243                        | David de la Cruz (ESP)     | 62.                        |
| 244                        | Mark Donovan (GBR)         | 49.                        |
| 245                        | Alessandro Fancellu (ITA)  | 63.                        |
| 246                        | Damien Howson (AUS)        | 124.                       |
| 247                        | Joey Rosskopf (USA)        | DNF                        |

| UAE Team Emirates UAD | UAE Team Emirates UAD         | UAE Team Emirates UAD |
| --------------------- | ----------------------------- | --------------------- |
| Nr.                   | Rytter                        | Placering             |
| 1                     | Juan Ayuso (ESP)              | 21.                   |
| 2                     | Jan Christen (SUI)            | 30.                   |
| 3                     | Sjoerd Bax (NED)              | 79.                   |
| 4                     | Finn Fisher-Black (NZL)       | 111.                  |
| 5                     | João Almeida (POR)            | 38.                   |
| 6                     | Marc Hirschi (SUI) (landevej) | 2.                    |
| 7                     | Brandon McNulty (USA)         | 52.                   |

| EF Education-EasyPost EFE | EF Education-EasyPost EFE        | EF Education-EasyPost EFE |
| ------------------------- | -------------------------------- | ------------------------- |
| Nr.                       | Rytter                           | Placering                 |
| 11                        | Ben Healy (IRL) (landevej)       | 45.                       |
| 12                        | Richard Carapaz (ECU) (landevej) | 51.                       |
| 13                        | Owain Doull (GBR)                | 122.                      |
| 14                        | Mikkel Honoré (DEN)              | 28.                       |
| 15                        | Lukas Nerurkar (GBR)             | 114.                      |
| 16                        | James Shaw (GBR)                 | 72.                       |
| 17                        | Marijn van den Berg (NED)        | 11.                       |

| Ineos Grenadiers IGD | Ineos Grenadiers IGD     | Ineos Grenadiers IGD |
| -------------------- | ------------------------ | -------------------- |
| Nr.                  | Rytter                   | Placering            |
| 21                   | Tom Pidcock (GBR)        | 1.                   |
| 22                   | Michał Kwiatkowski (POL) | 35.                  |
| 23                   | Omar Fraile (ESP)        | DNF                  |
| 24                   | Brandon Rivera (COL)     | 83.                  |
| 25                   | Connor Swift (GBR)       | DNF                  |
| 26                   | Ben Turner (GBR)         | 115.                 |
| 27                   | Cameron Wurf (AUS)       | DNF                  |

| Alpecin-Deceuninck ADC | Alpecin-Deceuninck ADC                | Alpecin-Deceuninck ADC |
| ---------------------- | ------------------------------------- | ---------------------- |
| Nr.                    | Rytter                                | Placering              |
| 31                     | Mathieu van der Poel (NED) (landevej) | 22.                    |
| 32                     | Gianni Vermeersch (BEL)               | DNF                    |
| 33                     | Quinten Hermans (BEL)                 | 80.                    |
| 34                     | Søren Kragh Andersen (DEN)            | 112.                   |
| 35                     | Axel Laurance (FRA)                   | 90.                    |
| 36                     | Xandro Meurisse (BEL)                 | 93.                    |
| 37                     | Oscar Riesebeek (NED)                 | DNF                    |

| Team Visma \| Lease a Bike TVL | Team Visma \| Lease a Bike TVL | Team Visma \| Lease a Bike TVL |
| ------------------------------ | ------------------------------ | ------------------------------ |
| Nr.                            | Rytter                         | Placering                      |
| 41                             | Tiesj Benoot (BEL)             | 3.                             |
| 42                             | Per Strand Hagenes (NOR)       | 107.                           |
| 43                             | Matteo Jorgenson (USA)         | 37.                            |
| 44                             | Milan Vader (NED)              | 109.                           |
| 45                             | Johannes Staune-Mittet (NOR)   | DNF                            |
| 46                             | Julien Vermote (BEL)           | 86.                            |
| 47                             | Tosh Van der Sande (BEL)       | DNF                            |

| Soudal Quick-Step SOQ | Soudal Quick-Step SOQ       | Soudal Quick-Step SOQ |
| --------------------- | --------------------------- | --------------------- |
| Nr.                   | Rytter                      | Placering             |
| 51                    | Antoine Huby (FRA)          | 102.                  |
| 52                    | Mauri Vansevenant (BEL)     | 4.                    |
| 53                    | Gil Gelders (BEL)           | 65.                   |
| 54                    | William Junior Lecerf (BEL) | 56.                   |
| 55                    | Pepijn Reinderink (NED)     | 68.                   |
| 56                    | Jordi Warlop (BEL)          | DNF                   |
| 57                    | Louis Vervaeke (BEL)        | 67.                   |

| Team dsm-firmenich PostNL DFP | Team dsm-firmenich PostNL DFP | Team dsm-firmenich PostNL DFP |
| ----------------------------- | ----------------------------- | ----------------------------- |
| Nr.                           | Rytter                        | Placering                     |
| 61                            | Warren Barguil (FRA)          | DNF                           |
| 62                            | Enzo Leijnse (NED)            | 120.                          |
| 63                            | Tim Naberman (NED)            | DNF                           |
| 64                            | Oscar Onley (GBR)             | DNF                           |
| 65                            | Martijn Tusveld (NED)         | 118.                          |
| 66                            | Frank van den Broek (NED)     | 61.                           |
| 67                            | Kevin Vermaerke (USA)         | 24.                           |

| Bora-Hansgrohe BOH | Bora-Hansgrohe BOH          | Bora-Hansgrohe BOH |
| ------------------ | --------------------------- | ------------------ |
| Nr.                | Rytter                      | Placering          |
| 71                 | Maximilian Schachmann (GER) | 106.               |
| 72                 | Roger Adrià (ESP)           | 14.                |
| 73                 | Giovanni Aleotti (ITA)      | 74.                |
| 74                 | Alexander Hajek (AUT)       | DNF                |
| 75                 | Bob Jungels (LUX)           | 33.                |
| 76                 | Matteo Sobrero (ITA)        | DNF                |
| 77                 | Frederik Wandahl (DEN)      | 73.                |

| Astana Qazaqstan Team AST | Astana Qazaqstan Team AST       | Astana Qazaqstan Team AST |
| ------------------------- | ------------------------------- | ------------------------- |
| Nr.                       | Rytter                          | Placering                 |
| 81                        | Samuele Battistella (ITA)       | 53.                       |
| 82                        | Anthon Charmig (DEN)            | 48.                       |
| 83                        | Igor Tjzhan (KAZ)               | DNF                       |
| 84                        | Jevgenij Fedorov (KAZ)          | DNF                       |
| 85                        | Max Kanter (GER)                | 104.                      |
| 86                        | Cristian Scaroni (ITA)          | 32.                       |
| 87                        | Simone Velasco (ITA) (landevej) | 18.                       |

| Team Jayco AlUla JAY | Team Jayco AlUla JAY   | Team Jayco AlUla JAY |
| -------------------- | ---------------------- | -------------------- |
| Nr.                  | Rytter                 | Placering            |
| 91                   | Michael Matthews (AUS) | 10.                  |
| 92                   | Lawson Craddock (USA)  | 81.                  |
| 93                   | Anders Foldager (DEN)  | DNF                  |
| 94                   | Luke Durbridge (AUS)   | 123.                 |
| 95                   | Felix Engelhardt (GER) | DNF                  |
| 96                   | Jan Maas (NED)         | DNF                  |
| 97                   | Mauro Schmid (SUI)     | 82.                  |

| Intermarché-Wanty IWA | Intermarché-Wanty IWA   | Intermarché-Wanty IWA |
| --------------------- | ----------------------- | --------------------- |
| Nr.                   | Rytter                  | Placering             |
| 101                   | Lorenzo Rota (ITA)      | 19.                   |
| 102                   | Vito Braet (BEL)        | 13.                   |
| 103                   | Francesco Busatto (ITA) | 57.                   |
| 104                   | Dries De Pooter (BEL)   | 89.                   |
| 105                   | Tom Paquot (BEL)        | DNF                   |
| 106                   | Alexy Faure Prost (FRA) | DNF                   |
| 107                   | Georg Zimmermann (GER)  | 42.                   |

| Lidl-Trek LTK | Lidl-Trek LTK                      | Lidl-Trek LTK |
| ------------- | ---------------------------------- | ------------- |
| Nr.           | Rytter                             | Placering     |
| 111           | Andrea Bagioli (ITA)               | 75.           |
| 112           | Julien Bernard (FRA)               | DNF           |
| 113           | Bauke Mollema (NED)                | 7.            |
| 114           | Fabio Felline (ITA)                | DNF           |
| 115           | Sam Oomen (NED)                    | 47.           |
| 116           | Mattias Skjelmose (DEN) (landevej) | 17.           |
| 117           | Toms Skujiņš (LAT)                 | 39.           |

| Decathlon-AG2R La Mondiale DAT | Decathlon-AG2R La Mondiale DAT | Decathlon-AG2R La Mondiale DAT |
| ------------------------------ | ------------------------------ | ------------------------------ |
| Nr.                            | Rytter                         | Placering                      |
| 121                            | Benoît Cosnefroy (FRA)         | 16.                            |
| 122                            | Pierre Gautherat (FRA)         | 98.                            |
| 123                            | Dorian Godon (FRA)             | 36.                            |
| 124                            | Paul Lapeira (FRA)             | 5.                             |
| 125                            | Oliver Naesen (BEL)            | 108.                           |
| 126                            | Valentin Retailleau (FRA)      | 119.                           |
| 127                            | Damien Touzé (FRA)             | 92.                            |

| Arkéa-B&B Hotels ARK | Arkéa-B&B Hotels ARK    | Arkéa-B&B Hotels ARK |
| -------------------- | ----------------------- | -------------------- |
| Nr.                  | Rytter                  | Placering            |
| 131                  | Vincenzo Albanese (ITA) | 110.                 |
| 132                  | Anthony Delaplace (FRA) | 69.                  |
| 133                  | Simon Guglielmi (FRA)   | 125.                 |
| 134                  | Laurens Huys (BEL)      | 71.                  |
| 135                  | Mathis Le Berre (FRA)   | 66.                  |
| 136                  | Kévin Vauquelin (FRA)   | 41.                  |
| 137                  | Matis Louvel (FRA)      | DNF                  |

| Groupama-FDJ GFC | Groupama-FDJ GFC                  | Groupama-FDJ GFC |
| ---------------- | --------------------------------- | ---------------- |
| Nr.              | Rytter                            | Placering        |
| 141              | Valentin Madouas (FRA) (landevej) | 6.               |
| 142              | Lorenzo Germani (ITA)             | 99.              |
| 143              | Romain Grégoire (FRA)             | 12.              |
| 144              | Stefan Küng (SUI)                 | 29.              |
| 145              | Quentin Pacher (FRA)              | 8.               |
| 146              | Rémy Rochas (FRA)                 | 103.             |
| 147              | Clément Russo (FRA)               | DNF              |

| Bahrain Victorious TBV | Bahrain Victorious TBV       | Bahrain Victorious TBV |
| ---------------------- | ---------------------------- | ---------------------- |
| Nr.                    | Rytter                       | Placering              |
| 151                    | Pello Bilbao (ESP)           | 9.                     |
| 152                    | Nicolò Buratti (ITA)         | 59.                    |
| 153                    | Matevž Govekar (SLO)         | DNF                    |
| 154                    | Yukiya Arashiro (JPN)        | 95.                    |
| 155                    | Fran Miholjević (CRO)        | DNF                    |
| 156                    | Łukasz Wiśniowski (POL)      | DNF                    |
| 157                    | Fred Wright (GBR) (landevej) | 44.                    |

| Cofidis COF | Cofidis COF            | Cofidis COF |
| ----------- | ---------------------- | ----------- |
| Nr.         | Rytter                 | Placering   |
| 161         | Axel Mariault (FRA)    | DNF         |
| 162         | Ben Hermans (BEL)      | DNF         |
| 163         | Gorka Izagirre (ESP)   | DNF         |
| 164         | Jon Izagirre (ESP)     | DNF         |
| 165         | Christophe Noppe (BEL) | DNF         |
| 166         | Alexis Renard (FRA)    | DNF         |
| 167         | Ludovic Robeet (BEL)   | DNF         |

| Movistar Team MOV | Movistar Team MOV         | Movistar Team MOV |
| ----------------- | ------------------------- | ----------------- |
| Nr.               | Rytter                    | Placering         |
| 171               | Alex Aranburu (ESP)       | 113.              |
| 172               | Jorge Arcas (ESP)         | 121.              |
| 173               | Jon Barrenetxea (ESP)     | DNF               |
| 174               | Carlos Canal (ESP)        | 105.              |
| 175               | Davide Formolo (ITA)      | 46.               |
| 176               | Iván García Cortina (ESP) | 84.               |
| 177               | Johan Jacobs (SUI)        | DNF               |

| TDT-Unibet TDT | TDT-Unibet TDT           | TDT-Unibet TDT |
| -------------- | ------------------------ | -------------- |
| Nr.            | Rytter                   | Placering      |
| 181            | Hartthijs de Vries (NED) | 88.            |
| 182            | Owen Geleijn (NED)       | 101.           |
| 183            | Jelle Johannink (NED)    | 55.            |
| 184            | Tomáš Kopecký (CZE)      | 116.           |
| 185            | Zeb Kyffin (GBR)         | 117.           |
| 186            | Lander Loockx (BEL)      | DNF            |
| 187            | Adam Ťoupalík (CZE)      | 64.            |

| Uno-X Mobility UXM | Uno-X Mobility UXM               | Uno-X Mobility UXM |
| ------------------ | -------------------------------- | ------------------ |
| Nr.                | Rytter                           | Placering          |
| 191                | Martin Bugge Urianstad (NOR)     | 91.                |
| 192                | Odd Christian Eiking (NOR)       | 25.                |
| 193                | Markus Hoelgaard (NOR)           | 34.                |
| 194                | Anders Halland Johannessen (NOR) | DNF                |
| 195                | Tobias Halland Johannessen (NOR) | 70.                |
| 196                | Andreas Leknessund (NOR)         | 26.                |
| 197                | Anders Skaarseth (NOR)           | 97.                |

| Team Flanders-Baloise TFB | Team Flanders-Baloise TFB | Team Flanders-Baloise TFB |
| ------------------------- | ------------------------- | ------------------------- |
| Nr.                       | Rytter                    | Placering                 |
| 201                       | Kamiel Bonneu (BEL)       | 31.                       |
| 202                       | Toon Clynhens (BEL)       | DNF                       |
| 203                       | Lars Craps (BEL)          | DNF                       |
| 204                       | Ward Vanhoof (BEL)        | DNF                       |
| 205                       | Elias Maris (BEL)         | 87.                       |
| 206                       | Vincent Van Hemelen (BEL) | DNF                       |
| 207                       | Dylan Vandenstorme (BEL)  | DNF                       |

| Israel-Premier Tech IPT | Israel-Premier Tech IPT | Israel-Premier Tech IPT |
| ----------------------- | ----------------------- | ----------------------- |
| Nr.                     | Rytter                  | Placering               |
| 211                     | Simon Clarke (AUS)      | 54.                     |
| 212                     | Jakob Fuglsang (DEN)    | 76.                     |
| 213                     | Krists Neilands (LAT)   | 100.                    |
| 214                     | Corbin Strong (NZL)     | 96.                     |
| 215                     | Dylan Teuns (BEL)       | 15.                     |
| 216                     | Stephen Williams (GBR)  | 43.                     |
| 217                     | Jake Stewart (GBR)      | DNF                     |

| Lotto Dstny LTD | Lotto Dstny LTD          | Lotto Dstny LTD |
| --------------- | ------------------------ | --------------- |
| Nr.             | Rytter                   | Placering       |
| 221             | Maxim Van Gils (BEL)     | 20.             |
| 222             | Jenno Berckmoes (BEL)    | 60.             |
| 223             | Jarrad Drizners (AUS)    | DNF             |
| 224             | Pascal Eenkhoorn (NED)   | 58.             |
| 225             | Andreas Kron (DEN)       | 40.             |
| 226             | Mathijs Paasschens (NED) | DNF             |
| 227             | Jonas Gregaard (DEN)     | 78.             |

| Tudor Pro Cycling Team TUD | Tudor Pro Cycling Team TUD      | Tudor Pro Cycling Team TUD |
| -------------------------- | ------------------------------- | -------------------------- |
| Nr.                        | Rytter                          | Placering                  |
| 231                        | Sebastian Kolze Changizi (DEN)  | DNF                        |
| 232                        | Aloïs Charrin (FRA)             | DNF                        |
| 233                        | Jacob Eriksson (SWE)            | 94.                        |
| 234                        | Lucas Eriksson (SWE) (landevej) | 50.                        |
| 235                        | Miká Heming (GER)               | DNF                        |
| 236                        | Alexander Kamp (DEN)            | 27.                        |
| 237                        | Arthur Kluckers (LUX)           | DNF                        |

| Q36.5 Pro Cycling Team Q36 | Q36.5 Pro Cycling Team Q36 | Q36.5 Pro Cycling Team Q36 |
| -------------------------- | -------------------------- | -------------------------- |
| Nr.                        | Rytter                     | Placering                  |
| 241                        | Gianluca Brambilla (ITA)   | 23.                        |
| 242                        | Walter Calzoni (ITA)       | 85.                        |
| 243                        | David de la Cruz (ESP)     | 62.                        |
| 244                        | Mark Donovan (GBR)         | 49.                        |
| 245                        | Alessandro Fancellu (ITA)  | 63.                        |
| 246                        | Damien Howson (AUS)        | 124.                       |
| 247                        | Joey Rosskopf (USA)        | DNF                        |